# Cunèges
Cunèges é uma comuna francesa na região administrativa da Nova Aquitânia, no departamento Dordonha. Possui uma área de 5,98 km² e 255 habitantes (censo de 1999), perfazendo uma densidade demográfica de 42 hab/km².